# Trinkwassernotbrunnen

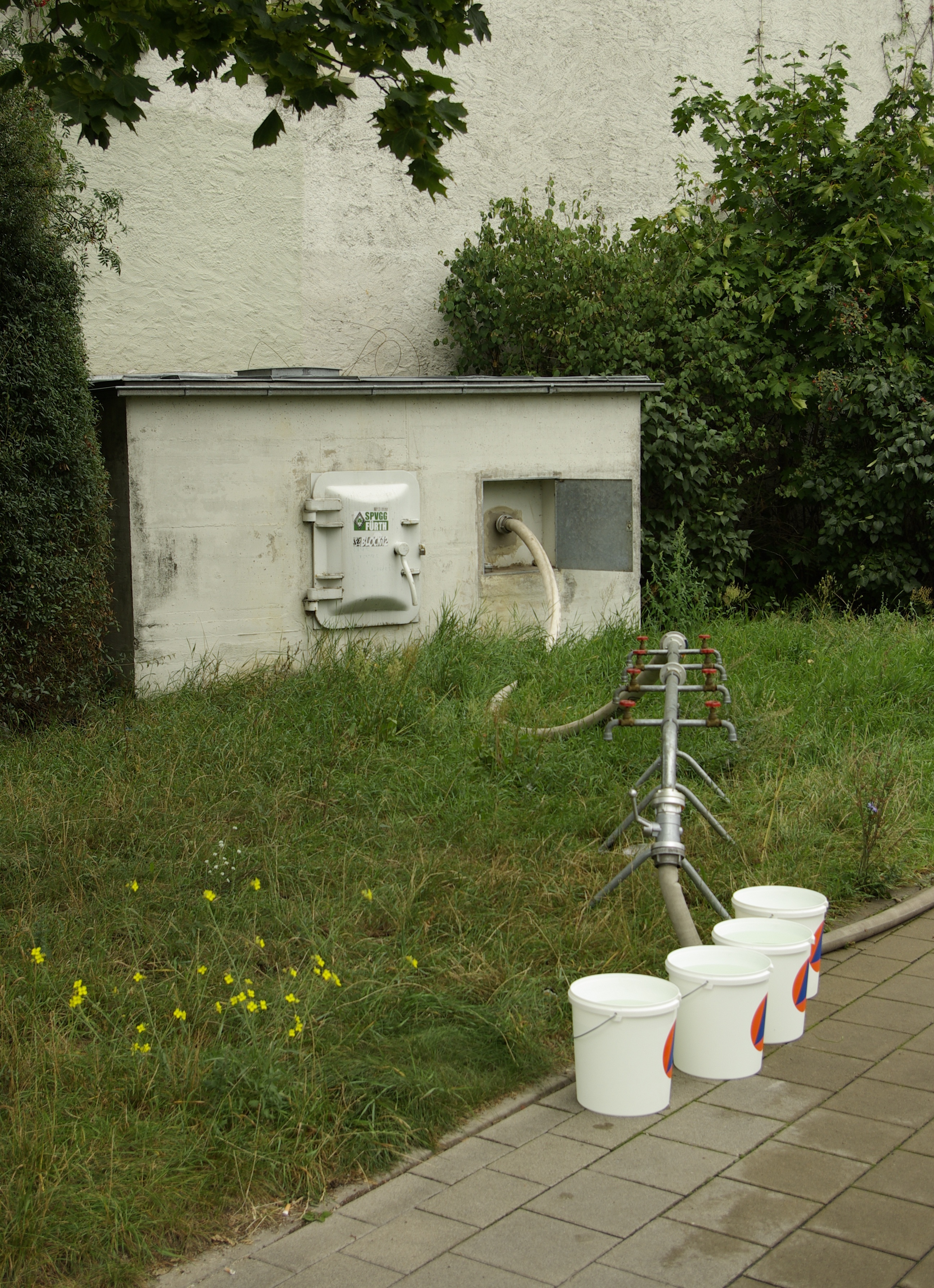
Trinkwassernotbrunnen mit Trinkwassereimern des Zivilschutzes in Fürth (2013)

Ein Trinkwassernotbrunnen, auch Straßenbrunnen, ist eine Einrichtung des Bundes in Deutschland, um im Notfall (Reduzierung oder Totalausfall) die öffentliche Wasserversorgung der Bevölkerung in Großstädten und Ballungszentren mit ausreichend Trinkwasser sicherzustellen.

## Rechtsgrundlage
Die Bundesrepublik Deutschland unterhält seit dem Jahr 1970 auf Basis des Wassersicherstellungsgesetzes rund 5200 Trinkwassernotbrunnen im gesamten Bundesgebiet, davon ungefähr 900 der etwa 2000 Straßenbrunnen Berlins. Eine Aufstellung der für den Verteidigungsfall vorgehaltenen Zapfstellen ist im Bundesnotfallbrunnen-Verzeichnis enthalten. Das WasSiG sieht nicht nur die Sicherstellung der Versorgung mit Trinkwassers vor, sondern bezieht die Nutzung als Betriebswasser („im unentbehrlichen Umfang“) und von Löschwasser mit ein.
Diese „Not-Brunnen“ sind „ursprünglich für den Verteidigungsfall konzipiert“, können jedoch auch in jeder anderen Gefahrensituation eingesetzt werden. Trinkwassernotbrunnen sind unabhängig vom öffentlichen Wassernetz und erhalten ihr Wasser aus einem eigenen Brunnen oder gefassten Quellen. Die Förderung des Wassers kann im Handbetrieb oder durch eine elektrische Pumpe erfolgen. In Berlin werden außer diesen „Bundesbrunnen“ weitere solcher „Plumpen“ vom Land Berlin als Einrichtungen des Zivilschutzes betrieben. Ergänzt werden diese öffentlichen Zapfstellen durch ein Netzwerk von privaten Brunnen beispielsweise in Unternehmen. Letztere dienen Betriebsfeuerwehren von Großunternehmen im Brandfall als Wasserlieferant.

## Betrieb
Um Straßenbrunnen am Laufen zu halten, sollte mit ihnen regelmäßig gepumpt werden, da eine Störung durch verschiedene Einflüsse zum Ausfall führen kann. Zu solchen Nutzungen sind das Gießen von Straßenbäumen oder die Abkühlung an heißen Sommertagen geeignet. Zum Autowaschen ist eine Verwendung verboten, ebenso wie generell das Waschen im öffentlichen Straßenraum untersagt ist. Die Gefahr liegt allerdings in Schmutz- und Schadstoffen, die aus dem Fahrzeug in den Boden und so ins Grundwasser gelangen könnten. Straßenbrunnen für den Notfall sind beispielsweise durch Vandalismus oder Anfahrschäden beim Parken von Kraftfahrzeugen gefährdet, ebenso wie durch Versiegen der Quellleistung.